# Pretty Girl
Pretty Girl（プリティーガール）は、韓国の女性5人組の歌手グループ、KARAの2枚目のミニアルバム。

## 概要
- 2008年12月4日、「Pretty Girl」（メイクアップダンス、イェーイェーダンス）をM.net "M countdown"で初披露、同日に2ndミニアルバム『Pretty Girl』を発表しプロモーション活動を開始。12月5日、KBSミュージックバンクのカムバックステージで披露された「Pretty Girl」のパフォーマンス中にハラがステージ上の紙吹雪に足を滑らせてニコルの足をふんでしまい、続けて「Ah-」という声を出してしまった様子がそのまま放送されてしまうという事件が起きた。しかし、この模様がネット上で公開され大きな話題になったため、結果的にはKARAと「Pretty Girl」の知名度を上げることとなった。初披露に先立つ11月29日、「Pretty Girl」のティーザー映像が公開されると、12時間で40000以上の閲覧数があり最終的に「Pretty Girl」はヒットチャートで2位を獲得することとなった。
- 「하니 / ハニー」は、台湾のアイドル・郭書瑤が、アルバム「Honey」でカバーしている。
- 「Pretty Girl」は、鷲崎健のアルバム『SINGER SONG LIAR』に、日本語へ訳詞の上でカバーされている。

## 収録曲
1. 하니 / ハニー
2. Pretty Girl
3. 요를레이 / ヨールレイ
4. My Daring
5. 나는...(ing) / 私は...(ing)